# Уральский следопыт
«Ура́льский следопы́т» (укр. Уральський слідопит) — популярний щомісячний літературно-публіцистичний, просвітницький журнал про туризм та краєзнавство, що видається у Єкатеринбурзі з радянських часів. «Уральський слідопит» — член Свердловського відділення Російського географічного товариства. У журналі також публікуються науково-фантастичні, детективні та пригодницькі твори.

## Історія журналу
Журнал був заснований Володимиром Поповим. Перший номер журналу вийшов у квітні 1935 року, потім, після дев'яти випусків, видання було припинено.
Друге народження журнал пережив у 1958 році. У першому номері було надруковане науково-фантастичне оповідання «Сліпий політ» Олександра Бєляєва, який співпрацював з журналом ще у 1935 році. Надалі в журналі друкувались письменники та художники: Віталий Волович, Владислав Крапівін, Віктор Астаф'єв, Сергій Другаль, Марк Гроссман, Юрій Курочкін, Сергій Лук'яненко, Віталій Каплан, Олексій Іванов, Володимир Шустов, Клавдія Рождєствєнська, Спартак Кіпрін, Герман Дробіз, Олександр Папченко,Микола Куштум, Нік. Моос, Микола Ніконов, Борис Рябінін, Володимир Пєчьонкін, Володимир Константіновіч, Борис Путілов, Степан Вартанов, поети Лев Сорокін, Михайло Найдіч, Венедикт Станцев, Олег Поскрєбишев.

Офіційний статус журналу у 1970-х — початку 1980-х років визначався наступним чином:
| Ліві лапки | літературно-художній науково-популярний щомісячний журнал для дітей та юнацтва; орган Спілки письменників РРФСР, Свердловської письменницької організації та Свердловського обкому ВЛКСМ; видається з квітня 1958 року | Праві лапки |

До початку 1990-х рр. у журналі вказувалося:
| Ліві лапки | Засновники — Союз письменників Росії, асоціація радянських книговидавців, трудовий колектив журналу, Видавець — Середньо-Уральське книжкове видавництво | Праві лапки |

Про 1958 р.:
| Ліві лапки | У рік заснування „Уральський слідопит“ налічував 50 тисяч передплатників | Праві лапки |

Тираж № 3 за 1980 р. — 249 тис.; ціна 35 коп.

Про 1981—1982 рр.:
| Ліві лапки | Нині «Уральський слідопит» налічує 255 тисяч передплатників. Половина тиражу розходиться на Урал, половина — за його межами, головним чином в Сибіру, центральних районах країни, в Україні та у Казахстані. Багато років, поки не була «переорієнтована» «Аврора», журнал по суті був єдиним у країні виданням, розрахованим на підлітків | Праві лапки |

Тираж № 6 за 1991 р. — 415 тис. прим.; ціна — 80 коп.
Тираж № 7 за 1991 р. — 410 тис. прим.; ціна — 80 коп.
На вершині популярності, в середині вісімдесятих, його тираж досягав п'ятисот тисяч примірників.
У 1979 році завідувач відділу публіцистики журналу Юрій Борісіхін став першопідкорювачем однієї з вершин Приполярного Уралу, та в честь видання дав їй ім'я пік «Уральський слідопит». Через декілька років на вершині була встановлена пам'ятна плита із зображенням символу журналу: фігурки мандрівника з льодорубом у руках.

## Керівники журналу
Завідувач редакцією
- 1935 — Володимир Олексійович Попов-Штарк

Головні редактори
- 1958—1961 — Вадим Кузьмич Очеретін
- 1961—1965 — Володимир Миколайович Шустов
- 1966—1970 — Іван Іванович Акулов
- 1971—1993 — Станіслав Федорович Мешавкін
- 1993—1999 — Герман Володимирович Іванов
- 1999—2002 — Олег Водоп'янов
- 2002— теперішній час — Максим Юрійович Фірсов

## Розділи журналу
- Річка часу
- Аеліта
- Зустрічний вітер
- Свічка горіла

## Заходи журналу
У 1981 році редакція журналу «Уральський слідопит» заснувала фестиваль фантастики «Аеліта», на якому вручається літературна премія «Аеліта», що є першою великою літературною премією в Уральському регіоні та першою літературною премією у галузі фантастики у країні.
Щорічно журнал «Уральський слідопит» проводить у Історичному сквері міста Єкатеринбург молодіжно-патріотичні змагання «Травневий екстрим». Традиції цих змагань, закладені у 1997 році турклубом УрДУ, продовжують розвиватися.
Головне завдання «Травневого екстриму» — популяризація серед Свердловської молоді екстремальних видів спорту та активних видів відпочинку в цілому, просування ідеї сімейного самодіяльного та організованого туризму.
«Травневий екстрим» включає в себе видовищні та пізнавальні моменти:
- показові рятувальні роботи спелеологів у створі Греблі;
- водні конкурси: родео на бурхливій воді, виступи каякерів, ескімоські перевороти, популярний конкурс «Лосось йде на нерест», який змушує учасників підніматися проти потужних струменів зливу з-під Греблі, та траверс спокійної ділянки річки з обов'язковим оверкілем судна та постановкою його в початкове положення. Старт водної гонки — на Греблі, фініш — біля мосту у парку ім. Маяковського;
- змагання зі скелелазіння альпіністів високого класу на спеціально встановленому мобільному скеледромі;
- змагання з ВМХ,
- змагання зі слалому ролерів;
- змагання на акваторії Ісеті рибалок;
- виставка спорядження, обладнання та екіпіровки.

Щозими на площі ім. 1905 року у Льодовому містечку «Уральський Слідопит» проводить змагання з льодолазання.
Цілі та завдання змагання:
- Популяризація спортивного туризму та альпінізму на Уралі;
- Демонстрація проведення рятувальних робіт;
- Пропаганда здорового способу життя та активного відпочину серед молодежі.
- Проведення виставки спорядження та спортивного обладнання.